# 巴黎十九区

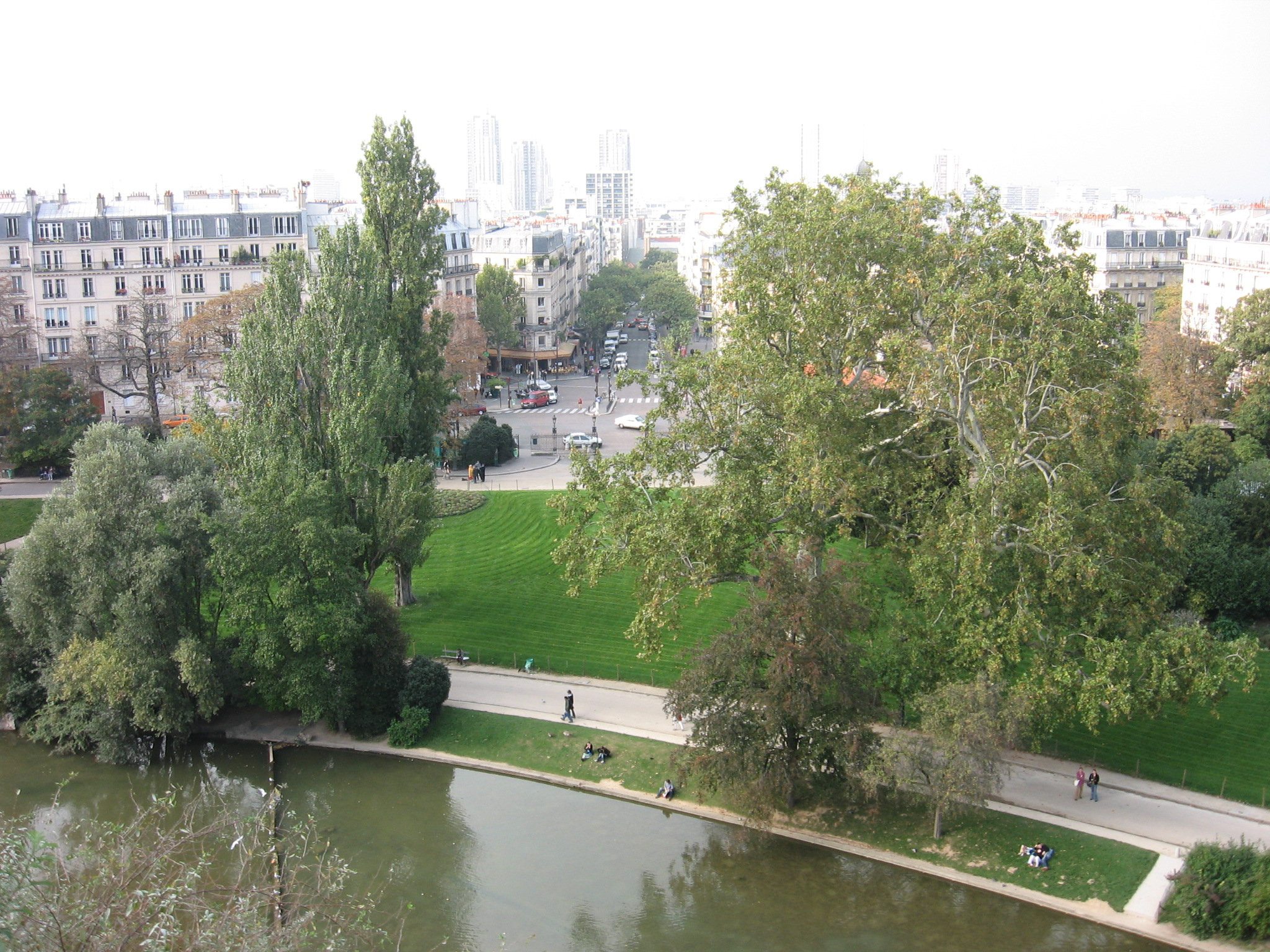
肖蒙高地公园

巴黎十九区是法国首都巴黎市的20个区之一。该区位于塞纳河右岸，面积6.786 km2。两条运河聖但尼運河和烏爾克運河穿过该区，在维莱特公园附近交汇。
十九区拥有2座公园：肖蒙山丘公園和维莱特公园，内设科学与工业城（博物馆和展览中心），巴黎國立高等音樂舞蹈學院，欧洲最著名的音乐学校之一，以及音乐城的一部分。

## 人口
十九区的人口仍在增长，1999年有人口172,730人，68,101个工作岗位。